# Marco Scandella
Marco Scandella (Montréal, 23 febbraio 1990) è un ex hockeista su ghiaccio canadese naturalizzato italiano, di ruolo difensore.

## Carriera
Scandella proviene da una famiglia di hockeisti: il fratello maggiore Giulio, lo zio Sergio Momesso ed i cugini Stefano Momesso e Diego Scandella sono tutti nel mondo dell'hockey su ghiaccio.
Venne scelto dai Minnesota Wild all'draft 2008 al secondo giro, e venne poi messo sotto contratto per la stagione 2009-2010. Già nella stagione precedente aveva fatto il suo esordio in American Hockey League con la maglia degli Houston Aeros, ed a questa stessa squadra, farm team dei Wild, fu girato per alcuni incontri nelle stagioni successive.
Nel 2013 gli venne rinnovato dai Wild il contratto per due stagioni, ma già prima del termine del contratto, l'accordo fu prolungato fino al termine della stagione 2019-2020.
Nel giugno del 2017 è passato ai Buffalo Sabres, nell'ambito di un articolato scambio che ha portato ai Sabres Scandella, Jason Pominville e la quarta scelta dei Wild al draft 2018 in cambio di Tyler Ennis, Marcus Foligno e la terza scelta dei Sabres al draft 2018.
Con le nazionali giovanili canadesi ha vinto una medaglia d'oro ai mondiali Under-18 del 2008 ed una d'argento ai mondiali Under-20 del 2010.

## Palmarès
- Campionato mondiale di hockey su ghiaccio Under-18

Canada under 18: 2008
- Campionato mondiale di hockey su ghiaccio Under-20

Canada under 20: 2010